# THUNDERBIRD (T.M.Revolutionの曲)
「THUNDERBIRD」（サンダーバード）は、1998年10月7日にリリースされたT.M.Revolutionの9枚目のシングル。発売元はアンティノスレコード。

## 概要
- シングルとしては初のバラード曲。TBS系『日立 世界・ふしぎ発見!』エンディングテーマに起用され、累計売上は50.2万枚（オリコン調べ）を記録した[1]。2023年11月18日放送分では、同番組にミステリーハンターとして西川が出演した事に因んで、約25年振りにエンディングで流された。
- この曲で前年に引き続き、紅白歌合戦に出場。
- 詞のテーマは発売当初は具体的な世界観・イメージを敢えて説明しない方針をとった。西川は「聴いてもらった時に、皆がどんな風に感じるのか?というのがこの曲の持ち味」「聴いた人の人生だったり、経験したものだったり、人それぞれ色々重なるものがあると思う」「当然自分の気持ちは投影されているけど、この曲は『僕の気持ちをわかってください』と言う風に歌うのが全てではない気がします」と語っている[2]。
- 作詞を手掛けた井上秋緒はこの曲の持つストーリーを描いた小説を雑誌「PATiPATi」にて発表していた。
- MVは新潟の持倉鉱山跡で、アーチ型の入り口に建てられていた屋根の朽ちた洋館風の建物で撮影された。5tの水を持ちこみ、全身を1時間500mlの滝の様な雨に幾度も打たれては大量の毛布で身体を温めながら撮影された[2]。
- セルフカバーアルバム『UNDER:COVER』の人気投票では6位を獲得した。
- アニメ監督の福田己津央が本曲のファンであったことが、『機動戦士ガンダムSEED』シリーズにT.M.Revolutionが起用されるきっかけとなった。同作とのタイアップ後に発売されたアルバム『coordinate』では本曲（アルバム『The Force』収録版）が再収録されている。
- C/W曲「アンタッチャブルGirls」は、後に同じ浅倉大介プロデュースであったFayrayが、アルバム『CRAVING』にてカバー（表記はUNTOUCHABLE GIRLSと全て英語の大文字）している。

- 2023年11月18日 TBS系『日立 世界・ふしぎ発見!』に西川貴教本人がミステリーハンターとして出演し、25年ぶりにエンディングテーマとして流された。

## 収録曲
全曲作詞：井上秋緒　作曲・編曲：浅倉大介
1. THUNDERBIRD
  - 出版社：日音
2. アンタッチャブルGirls
  - 出版社：ソニー・ミュージックアーティスツ
3. THUNDERBIRD 〜ORIGINAL BACKING TRACK〜

## 収録アルバム
- The Force（#1、#2,Album mix）
- DISCORdanza Try My Remix 〜Single Collections（#2,You're Damm Touchable K-Mix）
- B★E★S★T（#1）
- coordinate（#1,version "in the force"）
- UNDER:COVER（#1,セルフカバー）
- 1000000000000（#1）